# Fältdvärgspindel
Fältdvärgspindel (Styloctetor stativus) är en spindelart som först beskrevs av Simon 1881.  Fältdvärgspindel ingår i släktet Styloctetor och familjen täckvävarspindlar. Arten är reproducerande i Sverige. Inga underarter finns listade i Catalogue of Life.